# Annie Swynnerton

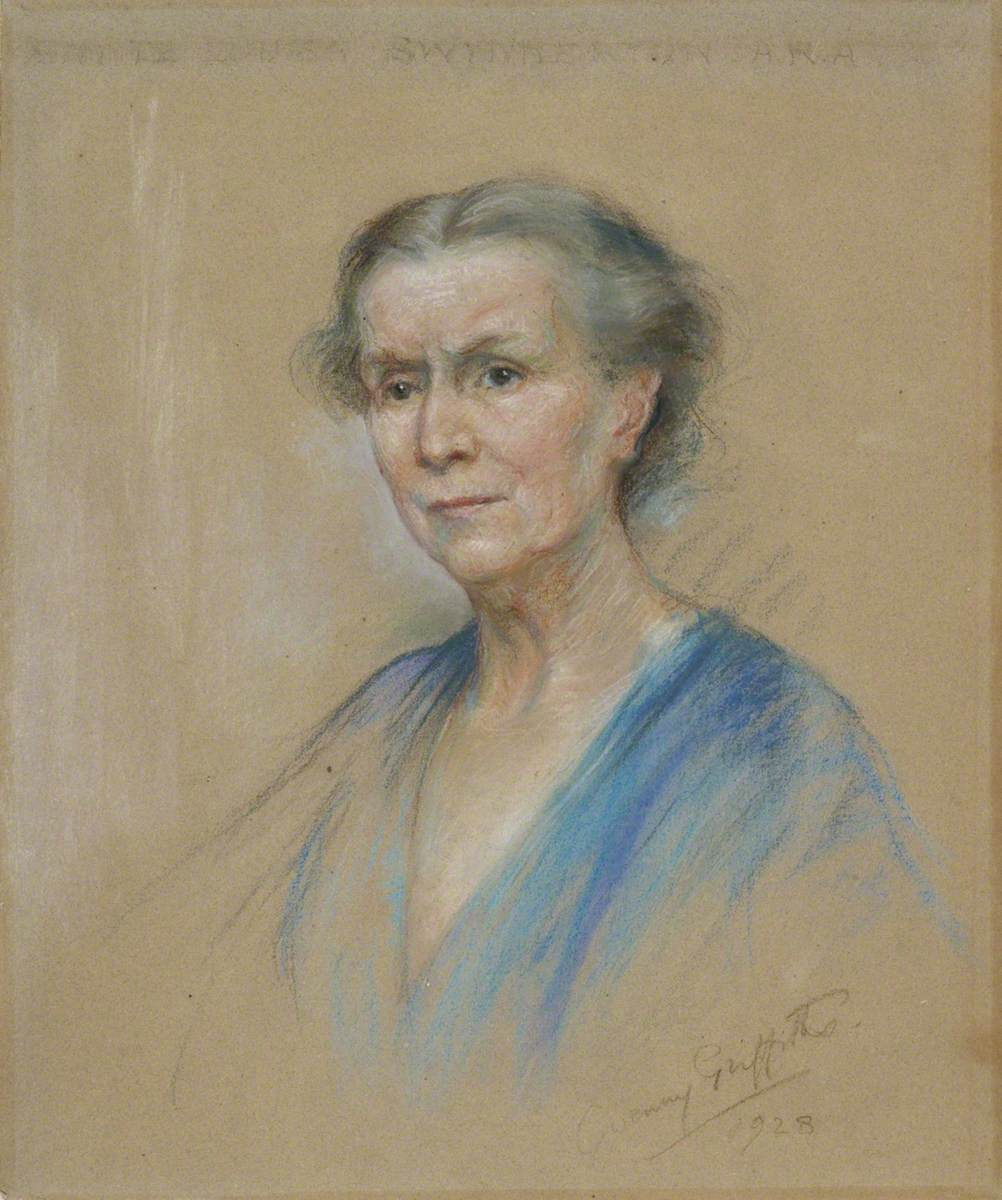
Porträt von Annie Louisa Swynnerton, von Gwenny Griffiths, Manchester Art Gallery

 Annie Louisa Swynnerton  (* 26. Februar 1844 in Manchester, England; † 24. Oktober 1933 in Hayling Island, England) war eine britische Malerin und Frauenrechtlerin. Sie wurde 1922 als erste Frau in die Royal Academy of Arts aufgenommen. Sie war vor allem für ihre Porträts und symbolistischen Werke bekannt.

## Leben
Swynnerton war eine der sieben Töchter des Rechtsanwalts Francis Robinson und seiner Frau Ann Sanderson. Nach ihrer Ausbildung ab 1871 an der Manchester School of Art, wo sie ein Stipendium für Aquarellmalerei und eine Goldmedaille gewann, zog sie nach Paris.
Von Beginn an ihrer Karriere wollte Swynnerton menschliche Figuren und von der klassischen Mythologie inspirierte Motive malen. Ein Hindernis dabei war jedoch der fehlende Zugang zu Aktkursen. Frauen durften an der Manchester School of Art, wie an den meisten englischen Kunstschulen, nur bekleidete Figuren studieren. Um diesem Problem zu begegnen, ging sie nach Paris und besuchte die Académie Julian, an der Studentinnen Aktmalerei studieren durften. 1874 ging sie mit der aus Manchester stammenden Susan Isabel Dacre nach Rom, um weitere künstlerische Erfahrungen zu sammeln.

## Gründung der Manchester Society of Women Painters
Nach ihrer Rückkehr in ihre Heimatstadt gründete sie 1879 zusammen mit Dacre und sieben anderen Künstlerinnen die Manchester Society of Women Painters. Diese Initiative sollte den Mangel an künstlerischer Ausbildung für Frauen in der Stadt beheben, da die Manchester Academy of Fine Arts keine Frauen aufnahm. Bis die Manchester Academy of Fine Arts auch Frauen als gleichberechtigte Mitglieder akzeptierte, veranstaltete die Gruppe fünf Jahre lang Ausstellungen und Kunstkurse sowie Aktkurse. So konnte Swynnerton klassische Motive mit Akten malen, wie etwa Amor und Psyche, und wurde eine Pionierin dieses Genres.

## Malerin in England und Italien
Am 6. Juli 1883 heiratete sie den Bildhauer Joseph William Swynnerton (1848–1910), Sohn des Naturforschers Charles Francis Massy Swynnerton, und sie lebten abwechselnd in Italien und England. Ihr Londoner Atelier befand sich in Shepherd’s Bush. Nach dem Tod ihres Mannes 1910 lebte sie in Großbritannien in einem Atelier in Chelsea (London) und in Rom, bevor sie sich schließlich auf Hayling Island in England niederließ.
In ihren letzten Jahren führte sie ein zurückgezogenes Leben als ihr Sehvermögen nachließ. Sie malte bis wenige Monate vor ihrem Tod am 24. Oktober 1933 in ihrem Haus Sicilia auf Hayling Island.
Am 9. Februar 1934 wurde der Inhalt ihres ehemaligen Ateliers posthum bei Christie’s in London versteigert.

## Frauenwahlrechtsunterstützerin
Sie unterstützte die Frauenwahlrechtsbewegung jener Zeit und unterzeichnete 1889 die Erklärung zur Unterstützung des Frauenwahlrechts der National Union of Women’s Suffrage Societies.
Sie malte Porträts von Mitgliedern der Garrett-Familie, darunter Agnes Garrett (1885), Millicent Garrett Fawcett und Louisa Garrett Anderson, Mitglied der Manchester National Society for Women’s Suffrage. Sie malte auch Porträts von Menschen, die den Garretts nahestanden, darunter Henry James und Reverend William Gaskell.

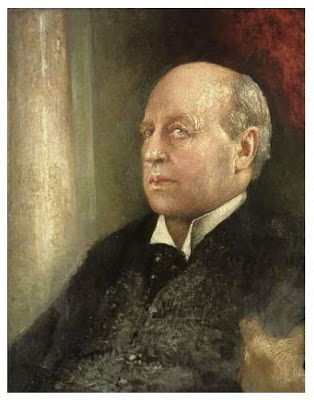
Henry James, 1922
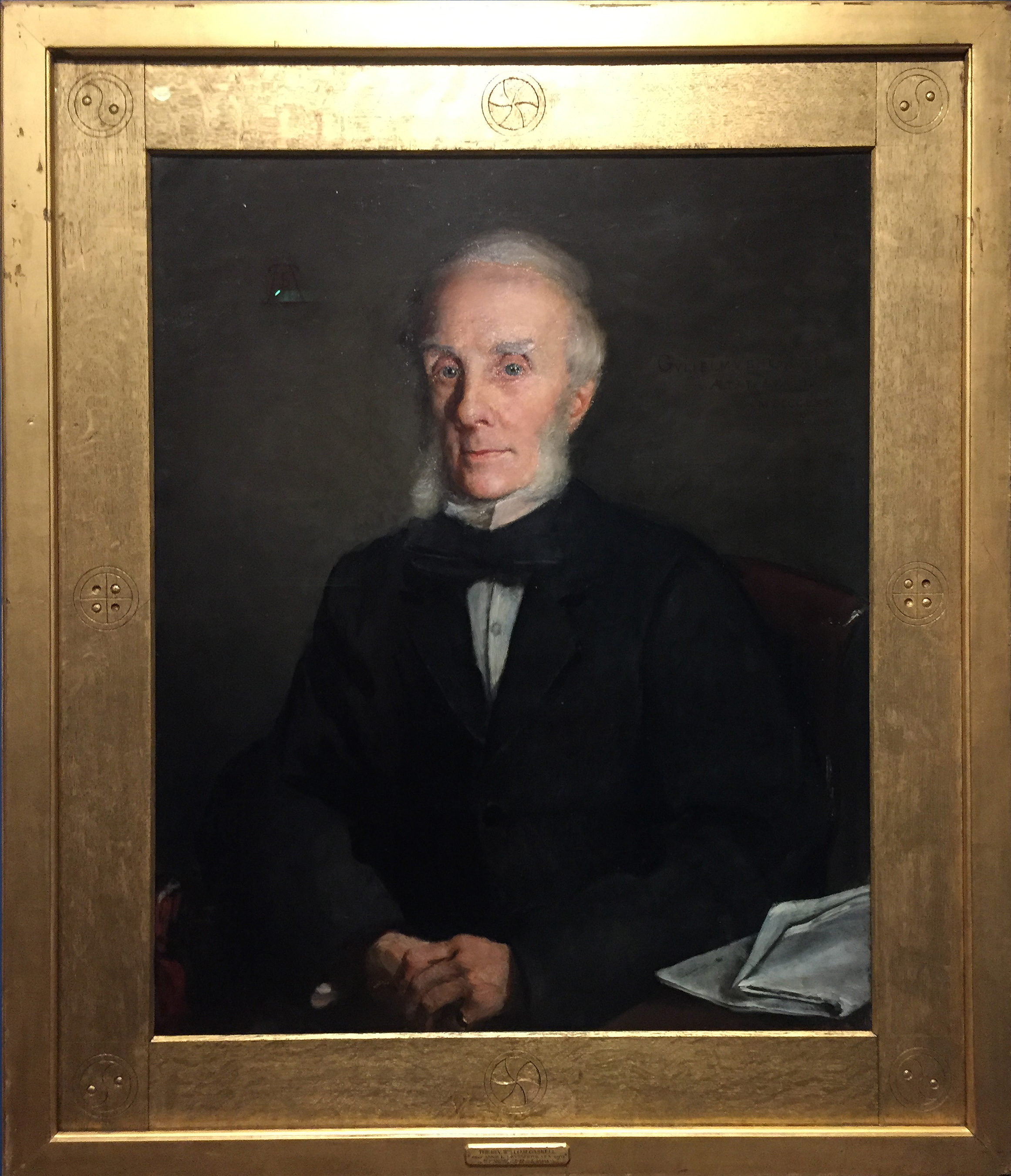
Rev William Gaskell, 1879
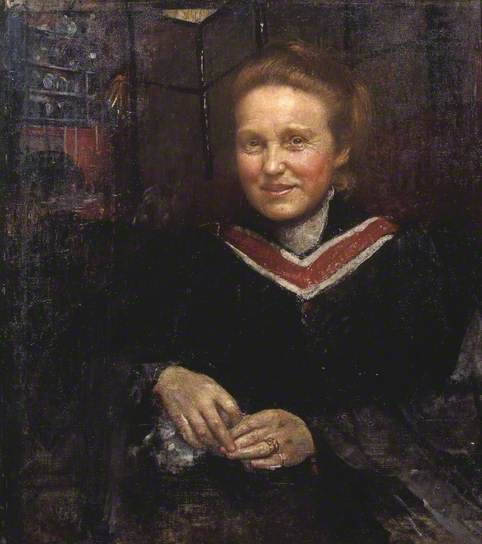
Dame Millicent Fawcett, CBE, LLD, Tate Gallery, 1930
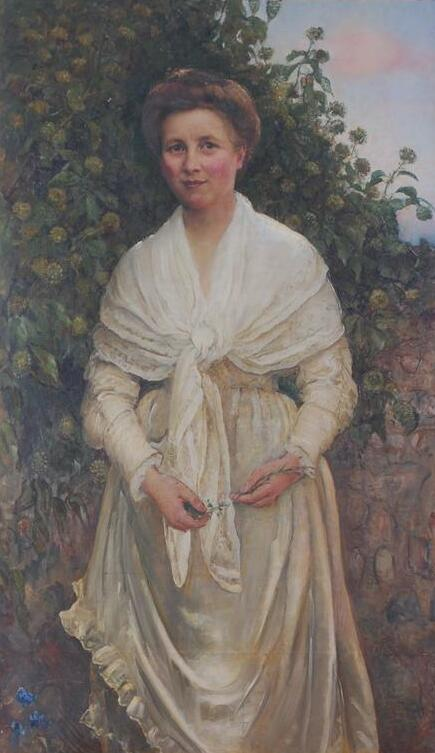
Agnes Garrett, 1885

## Ausstellungen
Zu ihren Bewunderern und Förderern zählten George Frederic Watts, George Clausen und John Singer Sargent. 1879 gab sie ihr Debüt an der Royal Academy of Arts, woraufhin sie bis 1886 jährliche Ausstellungen dort veranstaltete und erneut von 1902 bis 1934. Sie hatte weitere Ausstellungen bei der Society of Women Artists (1887), der Grosvenor Gallery (1882–1887) und deren Nachfolgegalerie, der New Gallery (1890–1909), der International Society of Sculptors, Painters and Gravers sowie 1893 bei der World’s Columbian Exposition in Chicago. 1923 fand in der Manchester City Art Gallery eine Retrospektive mit 59 ihrer Werke statt. 2018 war Swynnerton in der Ausstellung Women in Paris 1850–1900 vertreten.
Sie war schon zu Lebzeiten international vertreten und ihre Gemälde waren in den Sammlungen des Metropolitan Museum of Art in New York City, der National Gallery of Victoria in Melbourne, der Johannesburg Art Gallery in Südafrika und der National Gallery of Canada in Ottawa.
36 ihrer Werke befinden sich in öffentlichen Sammlungen in Großbritannien. Ihre Werke sind in Sammlungen in England (u. a. in der Manchester Art Gallery; in der Tate Gallery, der Royal Academy), in Schottland in der Aberdeen Art Gallery und im Glasgow Museums zu sehen.

## Auszeichnungen
Zu Swynnertons beruflichen Auszeichnungen gehörten im Laufe ihres Lebens die Mitgliedschaft in der Manchester Academy (1884), die Mitgliedschaft 1885 im Komitee der Herbstausstellung in der Walker Art Gallery in Liverpool und die Mitgliedschaft in der Royal Academy (1922). Nachdem sie zweimal erfolglos nominiert worden war, wurde sie 1922 als erste Frau seit der Gründung der Akademie im Jahr 1768 zum Associated of the Royal Academy (ARA) gewählt. Angelica Kauffman und Mary Moser waren 1768 Gründungsmitglieder gewesen, wurden jedoch nie vollständig in die Angelegenheiten der Institution eingebunden oder gewählt. Da sie das Aufnahmealter von 75 Jahren überschritten hatte, erhielt Swynnerton den Titel „Senior Associate“ und wurde in Ausstellungskatalogen vor allen anderen „Associates“ aufgeführt.

## Werke (Auswahl)

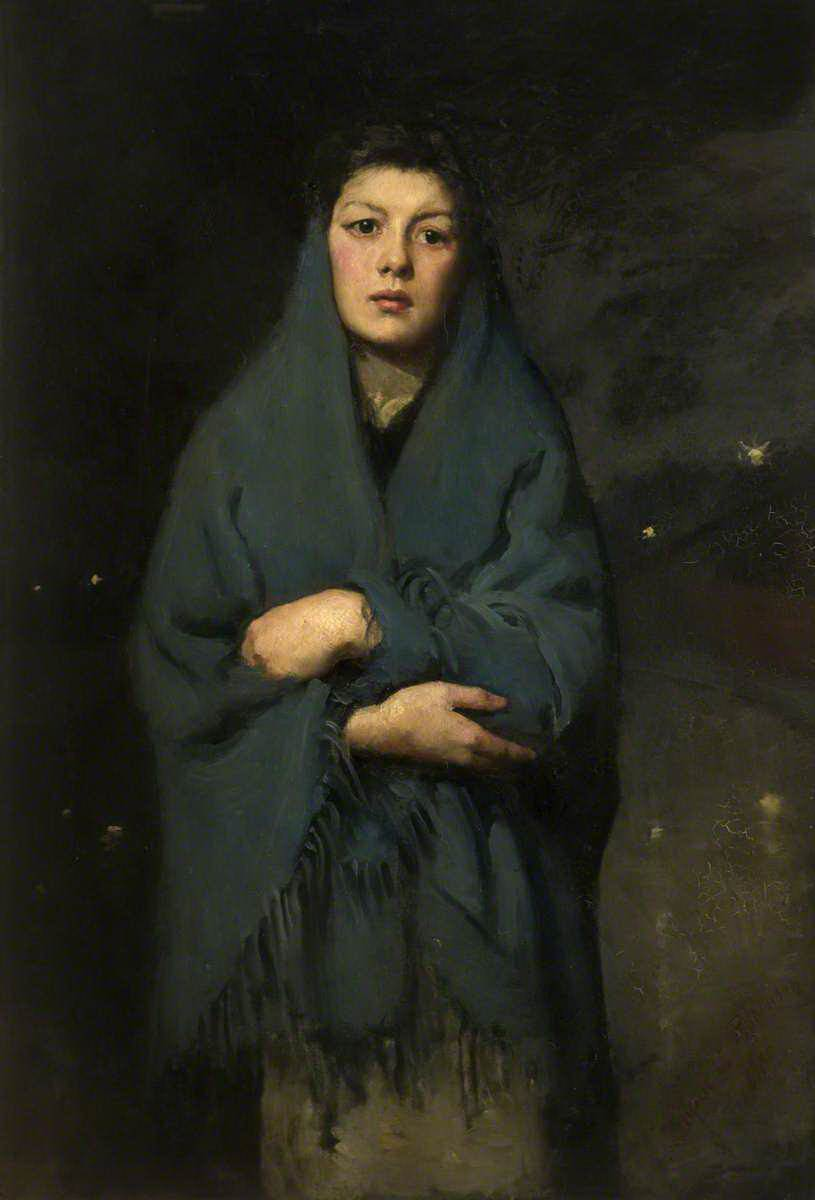
Tryst, 1880
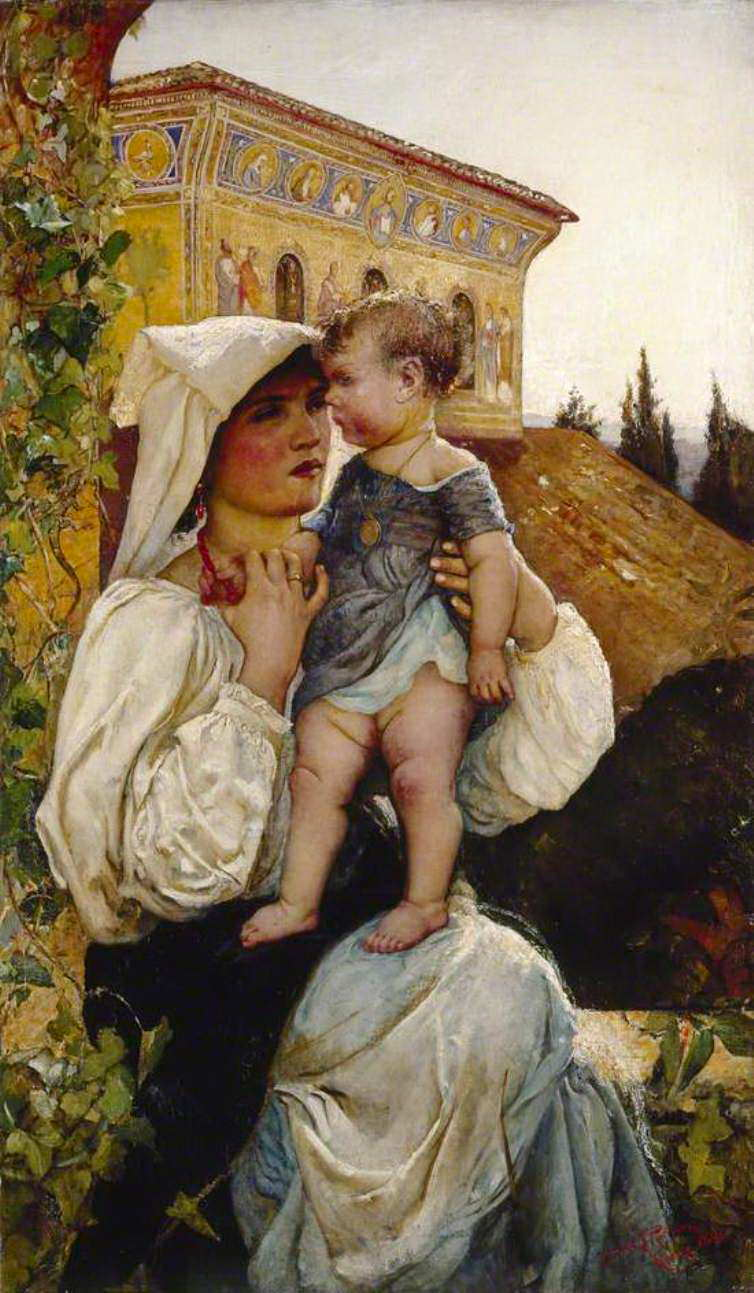
An Italian Mother and Child, 1886
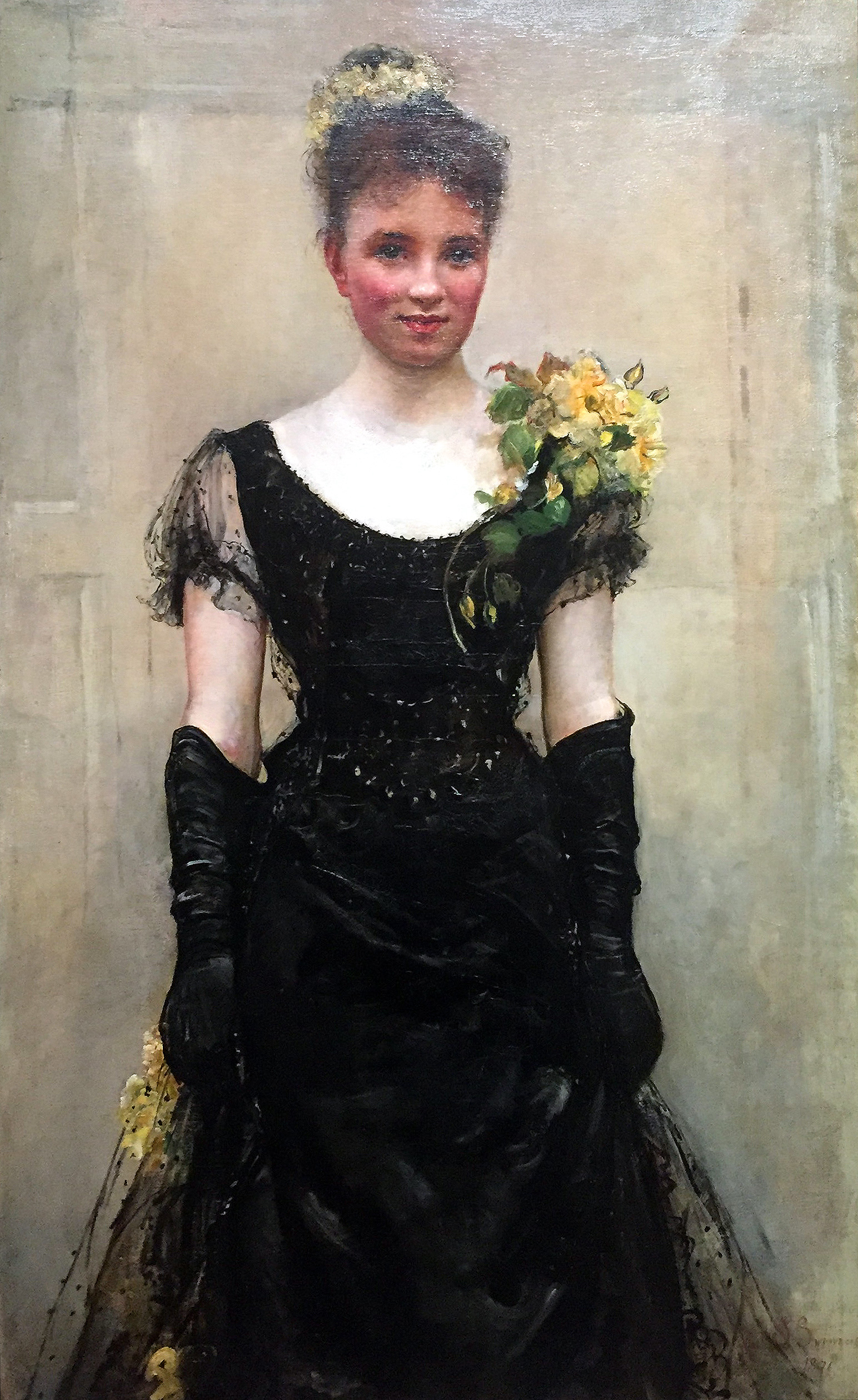
Débutante, 1891
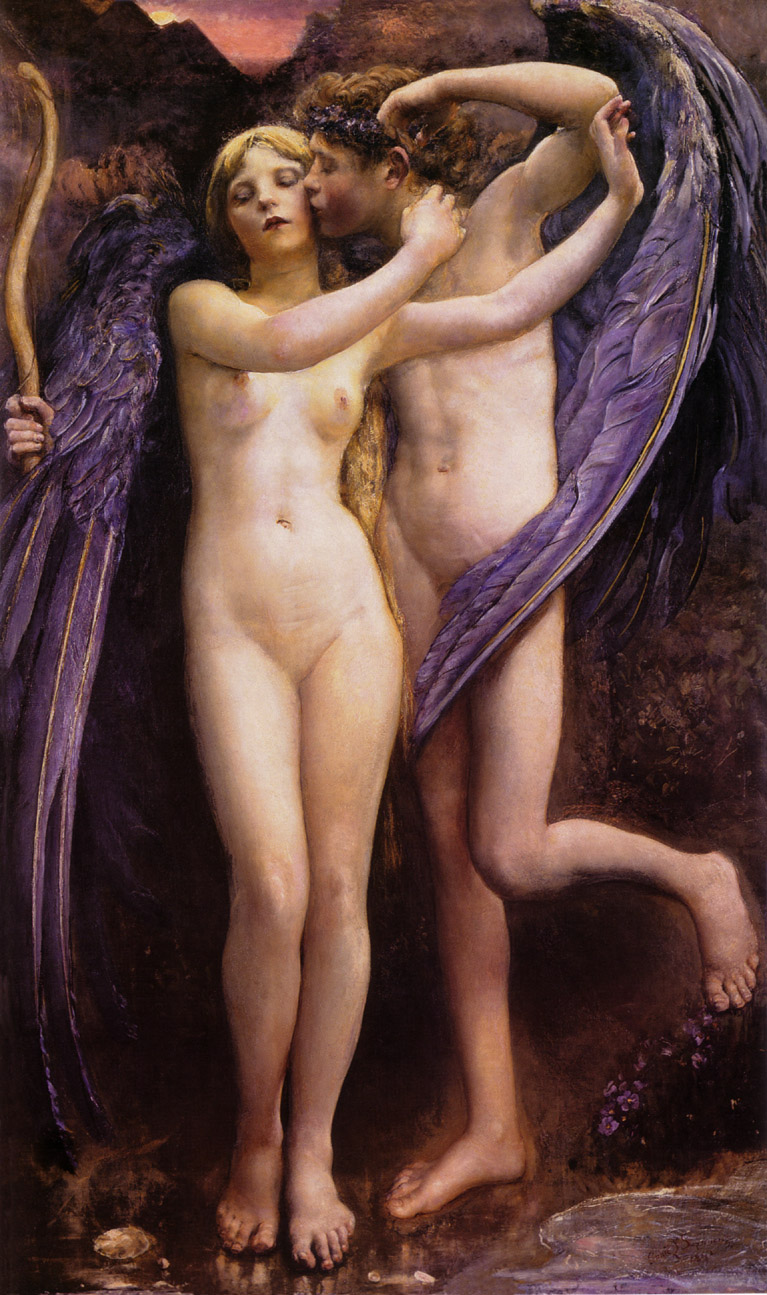
Cupid and Psyche, 1891
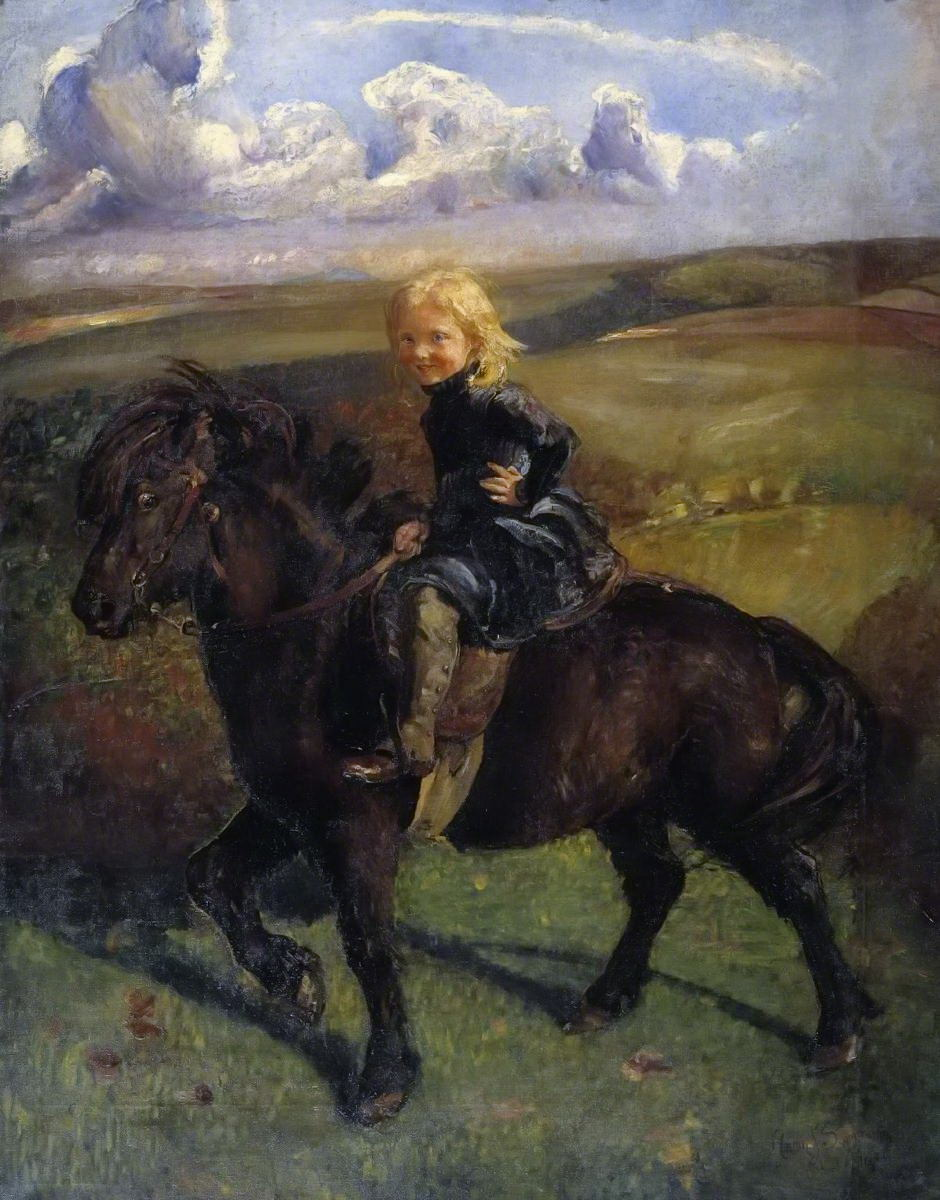
Miss Elizabeth Williamson on a Pony, 1906
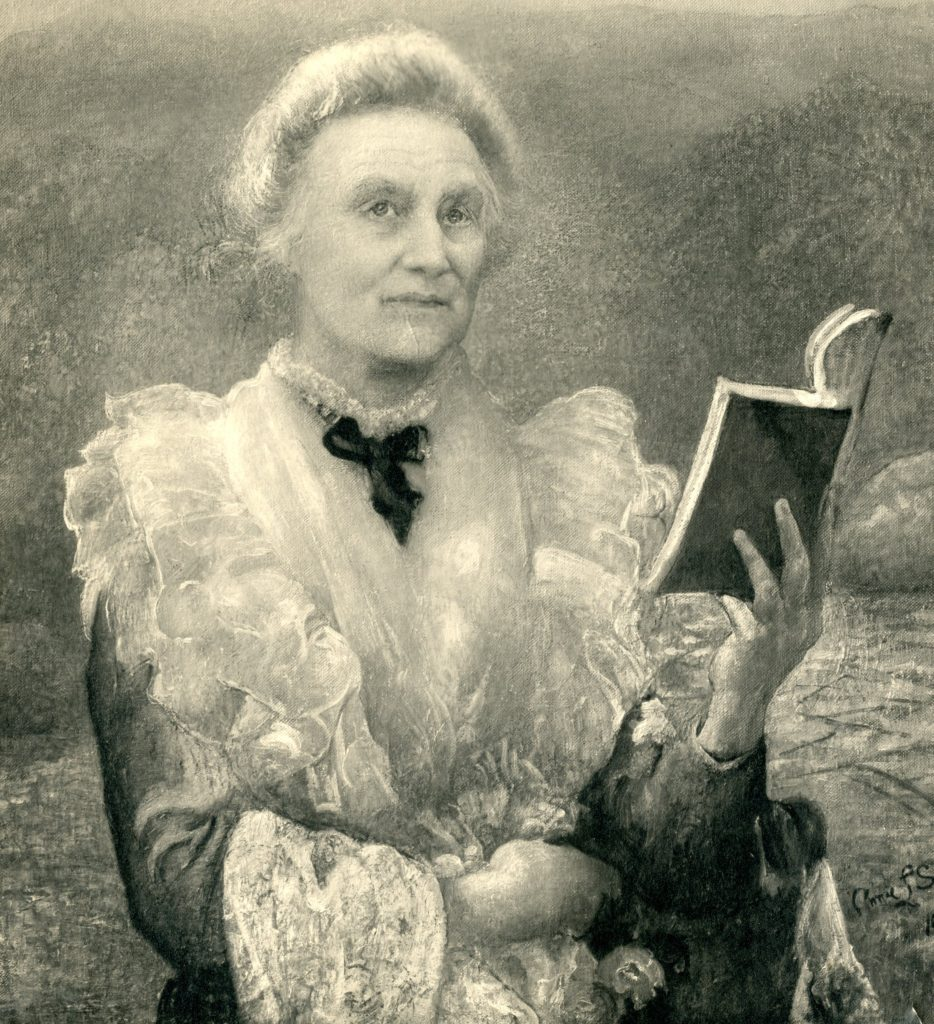
Alice Augusta Woods, 1930
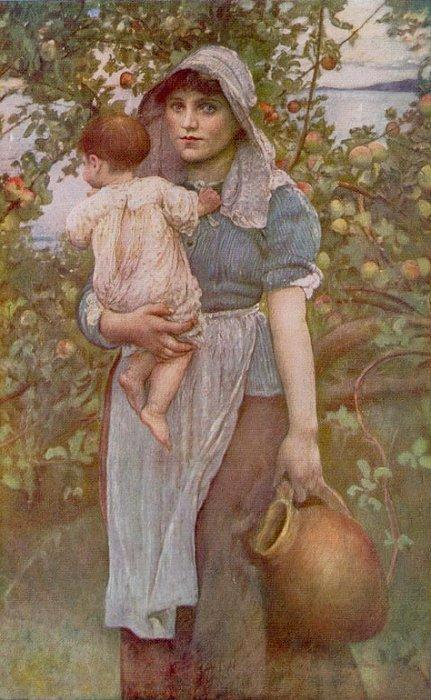
The Young Mother, 1887
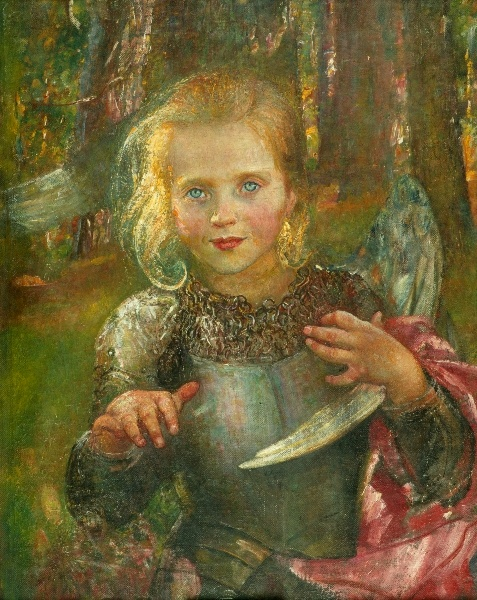
Illusions, oil on canvas, 1900, Manchester Art Gallery
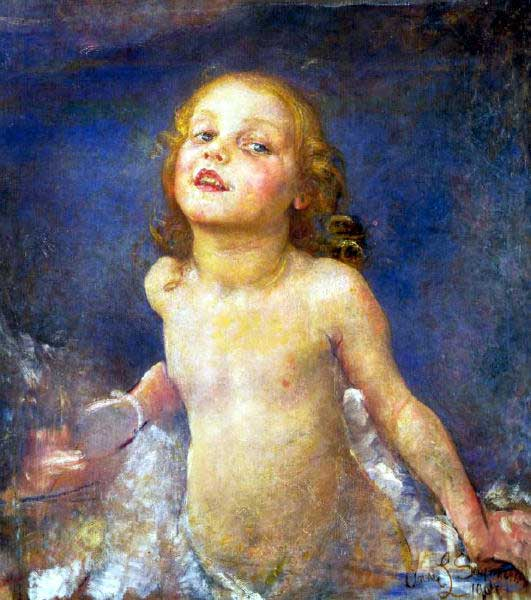
New Risen Hope, 1904
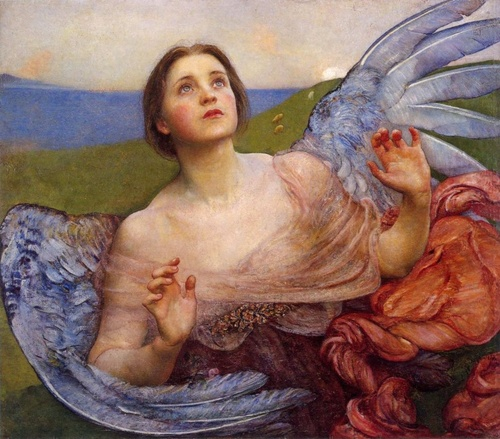
The Sense of Sight, 1895, National Museums Liverpool
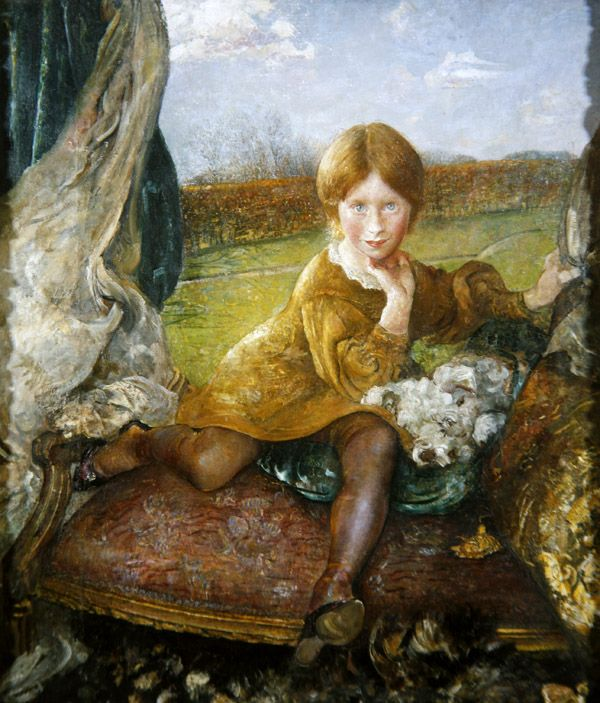
Evelyn
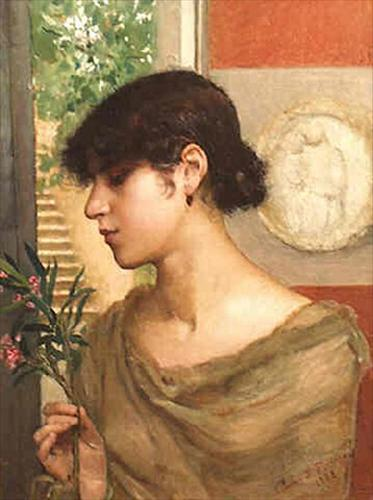
Oleander